# Dukohkidul
Dukohkidul is een bestuurslaag in het regentschap Bojonegoro van de provincie Oost-Java, Indonesië. Dukohkidul telt 3061 inwoners (volkstelling 2010).